# Abu Abd al-Rahman al-Bilawi
ʿAdnān Ismāʿīl Najm ʿAbd Allāh al-Dulaymī (in arabo ﻋﺪﻧﺎﻥ ﺍﺳﻤﺎﻋﻴﻞ ﻧﺠﻢ ﻋﺒﺪالله ﺍﻟﺪﻟﻴﻤﻲ‎?; al-Khalidiyya, 1971 – presso Mosul, 4 giugno 2014) è stato un militare e terrorista iracheno, fino al 2003 capitano dell'Esercito regolare iracheno sotto Saddam Hussein, diventato poi militante nel gruppo qa'idista al-Jama'at al-Tawhid wa al-Jihad e infine comandante e capo del Consiglio Militare dello "Stato Islamico", prima di essere ucciso dalle Forze di sicurezza irachene.
Era noto anche con il suo nome di battaglia di Abū ʿAbd al-Raḥmān al-Bīlāwī (Arabo أبو عبد الرحمن البيلاوي).

## Biografia
Al-Bīlāwī proviene dal clan Āl Bū Bālī dei Banu Dulaym, la più ampia tribù irachena del Governatorato di al-Anbar. La sua tribù divenne il nucleo della resistenza/insurrezione contro le forze militari USA in Iraq. I Dulaym sono tornati nel 2014 a ribellarsi, stavolta contro il governo sciita filo-statunitense, dopo che l'esercito iracheno ebbe sequestrato il deputato sunnita Aḥmad al-Alwānī, dei Dulaym (clan degli Āl Bū Alwān).
Al-Bīlāwī ha preso parte alle battaglie di Samarra e di Mosul, restando ucciso in quest'ultima.
Secondo quanto detto da Ahmad Khalaf al-Dulaymi, governatore di al-Anbar, egli lo conobbe quando entrambi frequentavano l'Accademia Militare irachena. Al-Bīlāwī prese i gradi nel 1993 e divenne ufficiale di fanteria dell'esercito, diventando presto capitano.
Dopo l'invasione dell'Iraq del 2003 da parte degli Stati Uniti e del regno Unito, al-Bīlāwī si unì ad al-Qa'ida in Iraq e lavorò a stretto contatto con il suo leader dell'epoca, Abu Mus'ab al-Zarqawi. Najm al-Bīlāwī fu detenuto dalle forze statunitensi nel 2005 a Camp Bucca. Al-Bīlāwī fu uno dei quasi 500 prigionieri che evase dalla prigione di Abu Ghraib nel luglio del 2013, diroccato da un infelice raid aereo USA, che portò alla fuga dei membri ivi detenuti dello Stato Islamico (Da'esh).
In seguito alla sua evasione, divenne un membro del Consiglio Militare di Daʿesh e svolse un ruolo di spicco nel pianificare e guidare l'offensiva delle sue forze militari nel settentrione iracheno e dell'Iraq centrale. Al-Bīlāwī fu ucciso il 5 giugno 2014 dalle Forze di Sicurezza irachene a Mosul. Daʿesh nominò l'operazione militare che condusse a Mosul il 9 giugno 2014 La vendetta di al-Bīlāwī, in omaggio al suo nome.
In seguito alla sua morte in un'incursione militare irachena, un laptop appartenente ad al-Bīlāwī mise in luce l'alto standard qualitativo dell'Intelligence della formazione terroristica e la sua struttura di comando. La sua morte fu ammessa dal portavoce ufficiale di Da'esh, Abu Muhammad al-'Adnani, in una dichiarazione resa nel giugno del 2014, in cui si rendeva merito ai suoi contributi al gruppo.
Si afferma che a succedergli sia stato Abū Ayman al-ʿIrāqī (ʿAdnān al-Sweydāwī), leader del Consiglio Militare di Daʿesh.